# Giải đua ô tô Công thức 1 San Marino

Sơ đồ đường đua Imola

Giải đua ô tô Công thức 1 San Marino là một trong nhiều giải thuộc giải đua xe Công thức 1 vô địch thế giới diễn ra hàng năm. Các đội đua sẽ thi đấu trên đường đua Autodromo Enzo e Dino Ferrari ở Imola, một thị trấn nhỏ của Ý. Giải San Marino trở thành một chặng đua giải Công thức 1 từ năm 1981. Tuy nhiên, đường đua Autodromo Enzo e Dino Ferrari đã từng tham gia giải Công thức 1 năm 1980 - giải đua ô tô Công thức 1 Ý. Ngoài ra, ở đây đã diễn ra 2 giải đua xe Công thức 1 (không tranh chức vô địch thế giới) vào các năm 1963 và 1979.

## Các thông số kỹ thuật của đường đua Imola
- Tham dự giải Công thức 1 từ: 1981
- Số lần tham dự giải Công thức 1: 25
- Chiều dài một vòng đua: 4,93 km
- Số vòng đua: 62
- Tốc độ tối đa: 325 km/h
- Sức chứa tối đa: 60.000 người
- Kỷ lục chạy một vòng nhanh nhất: 1 phút 21,858 giây của Michael Schumacher (Ferrari F1) năm 2004

## Các cá nhân và đội đua vô địch
| Năm  | Cá nhân               | Đội đua     |          |
| ---- | --------------------- | ----------- | -------- |
| 2006 | Michael Schumacher    | Ferrari F1  | chi tiết |
| 2005 | Fernando Alonso       | Renault F1  | chi tiết |
| 2004 | Michael Schumacher    | Ferrari F1  | chi tiết |
| 2003 | Michael Schumacher    | Ferrari F1  | chi tiết |
| 2002 | Michael Schumacher    | Ferrari F1  | chi tiết |
| 2001 | Ralf Schumacher       | Williams F1 | chi tiết |
| 2000 | Michael Schumacher    | Ferrari F1  | chi tiết |
| 1999 | Michael Schumacher    | Ferrari F1  | chi tiết |
| 1998 | David Coulthard       | McLaren F1  | chi tiết |
| 1997 | Heinz-Harald Frentzen | Williams F1 | chi tiết |
| 1996 | Damon Hill            | Williams F1 | chi tiết |
| 1995 | Damon Hill            | Williams F1 | chi tiết |
| 1994 | Michael Schumacher    | Benetton F1 | chi tiết |

| Năm  | Cá nhân          | Đội đua      |          |
| ---- | ---------------- | ------------ | -------- |
| 1993 | Alain Prost      | Williams F1  | chi tiết |
| 1992 | Nigel Mansell    | Williams F1  | chi tiết |
| 1991 | Ayrton Senna     | McLaren F1   | chi tiết |
| 1990 | Riccardo Patrese | Williams F1  | chi tiết |
| 1989 | Ayrton Senna     | McLaren F1   | chi tiết |
| 1988 | Ayrton Senna     | McLaren F1   | chi tiết |
| 1987 | Nigel Mansell    | Williams F1  | chi tiết |
| 1986 | Alain Prost      | McLaren F1   | chi tiết |
| 1985 | Elio de Angelis  | Lotus        | chi tiết |
| 1984 | Alain Prost      | McLaren F1   | chi tiết |
| 1983 | Patrick Tambay   | Ferrari F1   | chi tiết |
| 1982 | Didier Pironi    | Ferrari F1   | chi tiết |
| 1981 | Nelson Piquet    | Brabham-Ford | chi tiết |